# La pista degli elefanti
La pista degli elefanti (Elephant Walk) è un film del 1954 diretto da William Dieterle.

## Trama
Il piantatore di tè coloniale John Wiley, in visita in Inghilterra alla fine della seconda guerra mondiale, sposa Ruth e la porta a casa all'Elephant Walk Bungalow, la casa delle piantagioni costruita da suo padre a Ceylon. Vengono fermati da un elefante indiano mentre si recano a casa, che un John molto arrabbiato mette in fuga con alcuni colpi di pistola. Ruth scopre presto che John è ancora dominato da suo padre, "The Governor", ancora molto tempo dopo la morte dell'uomo, e che la madre di John non è mai stata felice a Elephant Walk. In effetti, ha lasciato il padre di John poco dopo il loro matrimonio, ma è tornata quando ha scoperto di aspettare un bambino, e alla fine è morta.
Ruth ha un rapporto teso con Apphuamy, il servitore principale, il cui vero padrone continua ad essere il defunto "Governatore", alla cui tomba, nel giardino, Appuhamy parla regolarmente, esprimendo apertamente la sua antipatia per la nuova padrona. Nella sua stanza è conservata una stanza contenente un ritratto molto severo e più grande del vero di "The Governor", che non è stato cambiato dalla morte del vecchio, e che è sempre chiuso a chiave. La figura di Appuhamy dà un tono sinistro a gran parte della storia altrimenti raffinata.
In effetti Ruth apprende da John che Elephant Walk è così chiamato perché suo padre, Tom Wiley, l'ha costruito deliberatamente lungo il percorso di migrazione utilizzato dai branchi di elefanti del luogo per raggiungere una fonte d'acqua. Gli elefanti continuano a tentare di utilizzare il loro antico sentiero per raggiungere l'acqua, ma vengono tenuti fuori dalle mura e dagli sforzi difensivi dei servi. Così, la gioia iniziale di Ruth per la ricchezza tropicale e il lusso della sua nuova casa è rapidamente mitigata da diversi fattori: il suo isolamento come unica donna europea nel distretto, l'occasionale arroganza imperiosa e gli scoppi d'ira del marito, l'atteggiamento educato ma nondimeno insubordinato di Appuhamy nei suoi confronti, un'attrazione fisica reciproca con il direttore della piantagione Dick Carver, e inoltre la minaccia degli elefanti ostili.
Tuttavia, la storia di Elephant Walk gira a favore di Ruth quando il distretto è colpito da un'epidemia di colera, durante la quale si rende indispensabile come soccorritrice. Appuhamy confessa a "The Governor" che si sbagliava sulla nuova padrona, e spera che lei rimanga. Ma Ruth ha fatto capire a John che, finché rimarranno a Elephant Walk, continuerà a essere dominato dal padre morto invece di diventare se stesso, e che l'unica soluzione è andarsene. Alla fine, la loro decisione viene presa per loro quando gli elefanti, complice il fatto che l'epidemia di colera ha drammaticamente ridotto il numero di servitori che ne avevano finora contrastato l'avanzata, riescono finalmente a sfondare il perimetro della proprietà e si precipitano dentro il terreno, uccidendo Appuhamy che tentava invano di fermarli; così Elephant Walk Bungalow viene distrutto e prende fuoco; il ritratto del defunto "Governatore" è visto bruciare, a simboleggiare la fine del vecchio regime. John e Ruth riescono a fuggire mentre la casa inizia a crollare intorno a loro, mentre Dick Carver li vede insieme sulle colline appena sopra la casa e si rende conto che Ruth non sarà mai sua.
Mentre John e Ruth guardano dall'alto in basso Elephant Walk che brucia, inizia a piovere, e Ruth dice "Mi dispiace", al che John risponde di non essere dispiaciuto e "Lascia che facciano la loro passeggiata gli elefanti. Ruth, costruiremo un nuovo posto, una casa, da qualche altra parte!"
Alla fine l'elefante maschio che era apparso sulla strada all'inizio del film alza la proboscide ed emette un potente barrito, mentre sullo schermo appaiono le parole "The End".